# Ламин, Владимир Александрович
Влади́мир Алекса́ндрович Ла́мин (род. 14 мая 1936) — советский и российский историк, директор Института истории Сибирского отделения РАН (1998—2018), доктор исторических наук (1987), член-корреспондент РАН (2000), председатель НИСО СО РАН и Научного совета по музеям СО РАН.

## Биография
В Сибирском отделении с 1962 года: газоэлектросварщик, механик в Институте гидродинамики СО, с 1967 года зам. председателя профкома Сибирского отделения АН СССР. Окончил Новосибирский факультет Свердловского юридического института (1969) по специальности правоведение, с 1971 на научной работе. В 1974 году защитил кандидатскую диссертацию «Развитие академической науки и её связей с производством в Сибири в период развитого социализма».
Более 12 лет являлся учёным секретарем Института истории, филологии и философии СО РАН. В 1986 году защитил докторскую диссертацию «Исторический опыт разработки проблем формирования железнодорожной сети на Севере Сибири и Дальнего Востока». С 1992 года работал в должности заместителя директора по научной работе Института истории в составе ОИИФФ СО РАН, одновременно исполнял функции учёного секретаря Объединённого ученого совета по гуманитарным наукам СО РАН.
Директор Института истории в 1998—2018 годах. Член редакционного совета журнала «Гуманитарные науки в Сибири».

## Научная деятельность
В сферу научных интересов В. А. Ламина входят геополитика, транспортные коммуникации, население, экология, ресурсы Сибири.
Основные направления исследований: история научного обоснования, инженерно-технической разработки и реализации крупных хозяйственных проектов и программ социально-экономического развития северных и восточных территорий России; проблемы формирования и интеграции транспортных структур России и Сибири в мировую систему коммуникаций; Урал, Сибирь и Дальний Восток в геополитической и цивилизационной динамике.
Исследования, выполненные под руководством В. А. Ламина, связаны с разработкой проблем истории концептуального обоснования и реализации региональной социально-экономической политики, формирования инфраструктуры, промышленного строительства и в целом хозяйственного освоения Сибири. Важное актуальное и перспективное практическое значение имеют работы, обобщающие исторический опыт эволюции, периодического реформирования и революционных преобразований структур власти и их взаимодействия с региональными системами управления. Выявлена определённая степень преемственности и зависимости реформированных властных и управленческих структур от предшествовавших им. Существенные результаты получены в процессе сопоставительного изучения форм, методов, средств, целей и других факторов фронтира в Сибири, Америке и Австралии. В результате анализа и обобщения широкого хронологического и пространственного спектра социально-экономических процессов реконструирована историческая роль Сибири, Урала и Дальнего Востока в геополитической стратегии России.
В сотрудничестве со специалистами Центрального НИИ транспортного строительства выполнен крупный цикл прикладных исследований по проблемам функционирования и принципиальных направлений развития транспортной системы в условиях рыночной экономики.

## Награды и звания
Лауреат премии им. В. А. Коптюга РАН, награждён медалями.
- медаль ордена «За заслуги перед Отечеством» II степени (04.06.1999)[2]
- премия губернатора Новосибирской области в сфере культуры и искусства за 2004 год[3]
- заслуженный деятель науки Республики Тыва (02.02.2007)[4]

## Избранные труды
В.А. Ламин автор 200 научных публикаций, в том числе 12 монографий.
- Ламин, В.А. Белорусы в Сибири/В. А. Ламин, Н. С. Сташкевич, Д. Я. Резун и др.; отв. ред. В.А. Ламин, Н.С. Сташкевич. - Новосибирск, 2000. - 148 с.
- Ламин В.А.Золотой след Сибири Изд. 2-е, перераб., доп. - Новосибирск,2002
- В. И. Молодин, В. А. Ламин Наука и Сибирь. От Петра I до века 21-го //журнал НАУКА из первых рук №1 2004
- В. А. Ламин Версты в будущее. Предыстория ТРАНССИБА // журнал НАУКА из первых рук №6 (12) 2006
- Прометеи сибирской нефти / В. В. Алексеев, В. А. Ламин, 269,[1] с. 17 см, Свердловск Сред.-Урал. кн. изд-во 1989
- Ламин В.А. Этнокультурные взаимодействия в Сибири (XVII-XX вв.): Тезисы докладов и сообщений международной научной конференции, 19-20 июня 2003 г.